# لکی میانی
لکی میانی (به لاتین: Orta Ləki) یک منطقه مسکونی در جمهوری آذربایجان است که در شهرستان آق‌داش واقع شده است. این روستا ۵۸۶۳ نفر جمعیت دارد.